# Plecia patula
Plecia patula är en tvåvingeart som beskrevs av Hardy 1968. Plecia patula ingår i släktet Plecia och familjen hårmyggor. Inga underarter finns listade i Catalogue of Life.